# Tomáš Netík
Tomáš Netík, född den 28 april 1982 i Prag i dåvarande Tjeckoslovakien, är en tjeckisk ishockeyspelare som för närvarande spelar för tjeckiska HC Sparta Prag i Extraliga. Han  har tidigare spelat för Växjö Lakers i Sveriges högsta division (Elitserien).